# かにビーム
かにビーム（11月25日 - ）は、日本のイラストレーター、原画家。男性。鳥取県出身。主にPC用18禁美少女ゲームの原画やキャラクターデザインを担当する。同人サークル「ルミノシティ」を主宰している。かつてはぺこ名義を使用していたが、Twitterやニコニコ生放送でかにビーム名義を使用し始め、2016年末頃から同人誌や商業でもかにビーム名義に移行している。

## 経歴

### デビュー以前
自然の豊かな鳥取県の田舎町で生まれ育ち、幼少期より自宅で絵を描くことが習慣となっていた。小学生の頃からイラストを描き始めるようになり、寝る前など時間を見つけては、SDガンダムのような当時流行していたカードゲームに登場するキャラクターを描いていたという。その後高等学校に進学し、テレビアニメ『カードキャプターさくら』を視聴したことをきっかけに、美少女イラストにも興味を持ち始める。しかし、当時はまだそういった絵を描くことに少し抵抗感があり、キャラクターに対して単に好感を抱いていた程度だったという。また同時期には、イラストを描くことのみならず、漫画家になる夢を漠然と見据えながら、漫画作品の制作も志すようになるが、自身のイラストの腕に自信が持てていなかったので具体的に実現することはなかった。そういった自覚のもと、本格的に絵の練習が出来る環境を求めて、そして東京への憧れから1人での上京を決意し、首都圏の大学に進学する。大学では2回生までもっぱら勉学に励み、3回生の時に自宅へのインターネット回線開通に伴い、ウェブサイト上にアップロードされたイラストに魅了されるようになり、当時注目を集めていた「お絵かき掲示板」に毎日何時間ものめり込むようになる。その掲示板にかにビームが投稿したイラストがある人物の目に留まり、美少女ゲームの原画担当のオファーを貰ったことで原画家デビューに繋がる。

### デビュー後
イラストの雑誌掲載や漫画作品、同人活動といった下積みを経ることなく原画家となったかにビーム（当時の名義は「ぺこ」）は、多くのゲーム作品を担当することになり、pixivやニコニコ生放送など活動範囲を広げるようになる。なかでも同人ゲームサークル「ふぐり屋」（現在は商業ブランド「ゆりんゆりん」）が2006年より発売している『その花びらにくちづけを』シリーズでは、ジャンルを百合に特化させた作品を制作し続けている。また、ライトノベル作品の挿絵を担当する機会も増えるようになり、小説家の松智洋と知り合いであったために担当した作品『迷い猫オーバーラン!』は漫画家の矢吹健太朗によるコミカライズも実現しており、「ぺこ」名義時代の代表作にもなった。

## 作風
趣味で描くオリジナルキャラクターには、身長の低い女の子を描く傾向があり、自身も描いていて楽しいから、と述べている。とりわけ、同じイラストレーターの天夢森流彩からは、かにビームが描く活発な小さい女の子は彼がロリコンであることを疑うくらいに質の高いものだ、と評されている。

## 作品リスト

### ゲーム原画
ソーシャルゲーム
- アズールレーン（アルバコア、アーチャーフィッシュキャラクターデザイン）
- スクールスタードリーム（キャラクターデザイン）
- 千年戦争アイギス(星を詠む者ソラス)

#### 商業作品
- れすとあ（ディーオー）
- 海道（ディーオー）
- 杜氏の郷（ハートブリング）
- せんせいがおしえてあげる 桜待坂Stories vol.2（ivory）
- 波の間に間に 〜さざなみ診療所〜（ブルームハンドル）
- 波の間に間に ぷらす（ブルームハンドル）
- 波の間に間に 外伝 裕美子さんの新婚日記（ブルームハンドル）
- 秋のうららの 〜あかね色商店街〜（ブルームハンドル）
- 秋のうららの 秋のうららの まゆのおさな妻日記
- こなゆき ふるり〜柚子原町カーリング部〜（ブルームハンドル）
- こなゆきふるり外伝 冴子の通い妻日記（ブルームハンドル）
- はぴとら -Happy Transportation-（ブルームハンドル）
- はぴとら外伝 アイナの新婚日記（ブルームハンドル）
- その花びらにくちづけを ミカエルの乙女たち（ゆりんゆりん）
- その花びらにくちづけを アトリエの恋人たち（ゆりんゆりん）
- その花びらにくちづけを 白雪の騎士（ゆりんゆりん）
- 恋と恋するユートピア（らぶまてぃっく）

#### 同人作品
- その花びらにくちづけを（ふぐり屋）
- その花びらにくちづけを わたしの王子さま（ふぐり屋）
- その花びらにくちづけを あなたと恋人つなぎ（ふぐり屋）
- その花びらにくちづけを 愛しさのフォトグラフ（ふぐり屋）
- その花びらにくちづけを あなたを好きな幸せ（ふぐり屋）
- その花びらにくちづけを 唇とキスで呟いて（ふぐり屋）
- その花びらにくちづけを あまくてほしくてとろけるちゅう（ふぐり屋）
- その花びらにくちづけを 天使の花びら染め（ふぐり屋）
- その花びらにくちづけを あまくておとなのとろけるちゅう（ふぐり屋）
- その花びらにくちづけを リリ・プラチナム（ふぐり屋）
- その花びらにくちづけを あなたに誓う愛（ふぐり屋）

### 挿絵
- 魂振シリーズ（スーパーダッシュ文庫、著：北沢大輔）
- 迷い猫オーバーラン!（スーパーダッシュ文庫、著：松智洋）※1〜9巻まで
- この部室は帰宅しない部が占拠しました。（MF文庫J、著：おかざき登）
- さて、異世界を攻略しようか。（MF文庫J、著：おかざき登）
- フリーライフ 異世界何でも屋奮闘記（角川スニーカー文庫、著：気がつけば毛玉）
- 幼馴染の山吹さん（電撃文庫、著：道草よもぎ）
- 推しの清楚アイドルが実は隣のナメガキで俺の嫁（講談社ラノベ文庫、著：むらさきゆきや・春日秋人、キャラクター原案・漫画：さいたま）
- 毎晩ちゅーしてデレる吸血鬼のお姫様（GA文庫、著：岩柄イズカ）

### 表紙絵
- 世界一わかりやすい特別講座シリーズ（中経出版、著：関正生など）

### アニメ
- 僕は友達が少ないNEXT（第8話エンドカードイラスト）
- 桜Trick（第7話エンドカードイラスト）
- アブソリュート・デュオ（第4話エンドカードイラスト）
- ご注文はうさぎですか??（第1話エンドカードイラスト）
- ネコぱら（第5話エンドカードイラスト）
- かぎなど（第14話エンドカードイラスト）

### 画集
- ぺこ画集 ぺこのきせき（2010年、集英社、ISBN 9784087805680）